# Fuerza Aérea Uruguaya
La Fuerza Aérea Uruguaya, spesso abbreviata in FAU, e conosciuta internazionalmente con la denominazione in lingua inglese Uruguayan Air Force, è l'aeronautica militare dell'Uruguay e parte integrante delle forze armate uruguaiane; consta di circa 3000 uomini organizzati in 3 brigate aeree e diversi gruppi di supporto.

## Storia

### Le origini; l'aviazione dell'esercito
La storia dell'aviazione militare uruguayana è comune a molte nazioni sudamericane; l'interesse verso l'arma aerea riscosso a livello mondiale nei primi anni del XX secolo coinvolse anche il governo uruguayano che richiese alla Francia un pilota che potesse addestrare il proprio personale.
A tal scopo, il 17 marzo 1913, l'Ejército Nacional istituì la Escuela de Aviación Militar (scuola di aviazione militare) posizionata nei pressi del piccolo aeroporto di Los Cerrillos, a 50 km da Montevideo. Qui, l'istruttore francese con a disposizione inizialmente un biplano Farman Longhorn, battezzato affettuosamente "El Águila" (l'aquila), integrati successivamente da altri dello stesso modello ed un monoplano Blériot XI, ricevette un ristretto gruppo di dieci ufficiali dell'esercito scelti per diventare i primi aviatori militari del paese. Tra questi erano presenti Juan Manuel Boiso Lanza, diventato il primo caduto della FAU in un incidente aereo il 10 agosto 1918, Alférez Cesáreo L. Berisso, il quale sarebbe successivamente diventato il comandante della scuola di aviazione, Adhemar Saenz Lacueva ed Esteban Cristi.
I quattro pionieri, dopo aver acquisito esperienza in Argentina e Cile, il 20 novembre 1916 fondarono la Escuela Militar de Aviación (EMA), che resterà l'unica istituzione di aviazione militare nell'Uruguay fino al 1935. Durante gli anni venti, periodo nel quale l'interesse per l'aeronautica nel paese sudamericano crebbe anche grazie all'apertura di nuove rotte commerciali, vennero progressivamente acquisiti numerosi velivoli tra i quali, oltre modelli in quantità minori, circa sedici Avro 504K, fino a tredici Breguet XIV, almeno cinque Castaibert 80 e circa 28 Nieuport 27.
Uno dei loro aerei, un Fokker F27,il 13 ottobre 1972, rimarrà coinvolto nel Disastro aereo delle Ande.

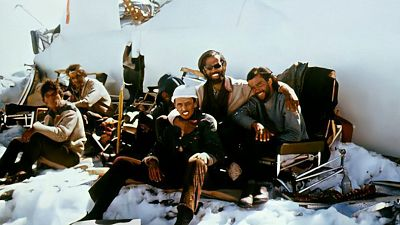
Alcuni sopravvissuti vicino all'aereo. Tratti in salvo il 23 dicembre 1972, per sopravvivere si nutrirono dei morti.

## Aeromobili in uso
Sezione aggiornata annualmente in base al World Air Force di Flightglobal del corrente anno. Tale dossier non contempla UAV, aerei da trasporto VIP ed eventuali incidenti accorsi durante l'anno della sua pubblicazione. Modifiche giornaliere o mensili che potrebbero portare a discordanze nel tipo di modelli in servizio e nel loro numero rispetto a WAF, vengono apportate in base a siti specializzati, periodici mensili e bimestrali. Tali modifiche vengono apportate onde rendere quanto più aggiornata la tabella.
| Aeromobile                  | Origine     | Tipo                                                 | Versione (denominazione locale) | In servizio (2024) | Note | Immagine |
| Aerei da combattimento      |             |                                                      |                                 |                    | |          |
| Cessna A-37 Dragonfly       | Stati Uniti | aereo da attacco al suolo                            | A-37B                           | 6                  | 8 A-37B di nuova costruzione ricevuti tra il 1976 e il 1977, seguiti da ulteriori 8 A-37B usati, ricevuti nel 1987. |          |
| Embraer A-29 Super Tucano   | Brasile     | aereo d'attacco leggero                              | A-29                            | 0                  | 1 A-29 (più 5 in opzione) ordinato ad agosto 2024, con ordine dei 5 in opzione ufficializzato a gennaio 2025. |          |
| Aerei per impieghi speciali |             |                                                      |                                 |                    | |          |
| CASA C-212 Aviocar          | Spagna      | aereo da pattugliamento marittimo                    | C-212 MPA                       | 4                  | |          |
| Aerei da trasporto          |             |                                                      |                                 |                    | |          |
| Lockheed C-130 Hercules     | Stati Uniti | aereo da trasporto aereo per il rifornimento in volo | KC-130H                         | 2                  | 2 KC-130H ex Ejército del Aire sono stati acquistati a settembre 2020, e presi in consegna il 17 dicembre dello stesso anno. |          |
| Embraer EMB 110 Bandeirante | Brasile     | aereo da trasporto                                   | C-95                            | 1?                 | 2 C-95 consegnati nel novembre del 1975. Il 28 ottobre 2022 l'aereo, durante la manutenzione ai freni, è andato a sbattere contro le pareti della sala operativa dello Squadrone Aereo n°5, nelle strutture della Base Aerea n°1. Riportati seri danni, non si è a conoscenza se verrà riparato o radiato. |          |
| Beechcraft Baron            | Stati Uniti | aereo da trasporto                                   | UB-58                           | 2                  | |          |
| CASA C-212 Aviocar          | Spagna      | aereo da trasporto                                   | C-212-200                       | 1                  | 2 C-212-300 ex Força Aérea Portuguesa ricevuti il 16 settembre 2015. |          |
| Embraer EMB 120 Brasilia    | Brasile     | aereo da trasporto                                   | EMB-120ER                       | 2                  | 2 EMB-120 di seconda mano, il primo ricevuto nel 1999, il secondo (un EMB-120ER), acquistato a marzo 2024, è stato consegnato a il 23 dicembre dello stesso anno. |          |
| Bae HS125                   | Regno Unito | aereo da trasporto VIP                               | C-29 (HS125-700A)               | 1                  | 1 HS125-700A acquistato di seconda mano ed utilizzato per il trasporto presidenziale. |          |
| Tecnam P2012 Traveller      | Italia      | aereo da trasporto                                   | P2012                           | 0                  | 3 P2012 selezionati a gennaio 2024 e definitivamente acquistati (anche con fondi del Ministero dell'Agricoltura) il 18 ottobre dello stesso anno. |          |
| Aerei da addestramento      |             |                                                      |                                 |                    | |          |
| SIAI-Marchetti SF-260       | Italia      | aereo da addestramento                               | T-260EU                         | 6                  | 13 T-260EU acquistati nel 1999. |          |
| Pilatus PC-7 Turbo Trainer  | Svizzera    | aereo da addestramento                               | PC-7U                           | 5                  | |          |
| Elicotteri                  |             |                                                      |                                 |                    | |          |
| Aerospatiale AS 365 Dauphin | Francia     | elicottero utility                                   | AS 365N2                        | 2                  | 3 AS 365N2 in servizio a partire dal 1997. |          |
| Bell 212 Twin Huey          | Stati Uniti | elicottero utility                                   | Bell 212                        | 4                  | 3 Bell 212 consegnati (due nel 1981, 1 nel 2012). Un ulteriore esemplare usato sarà consegnato a fine novembre 2019 dagli USA. Uno dei 4 elicotteri in servizio è stato perso il 25 marzo 2021. Un ulteriore Bell 212 consegnato dagli Stati Uniti il 12 luglio 2023.                                      |          |
| Bell UH-1 Iroquois          | Stati Uniti | elicottero utility                                   | UH-1H                           | 3                  | 2 UH-1H consegnati nel 1970, più 1 UH-1H consegnato nel 1973. Nel 1998 sono stati ricevuti altri 10 1UH-1H di seconda mano, di cui cinque utilizzati come fonte di pezzi di ricambio. Infine, ulteriori 4 esemplari ricevuti nel 2008 dall'Esercito spagnolo.                                              |          |

## Aeromobili ritirati
- Lockheed C-130B Hercules - 3 esemplari (1990-2020)[16][18][17][19]
- FMA IA-58A Pucará - 9 esemplari (1981-2017)[9][38][39]
- Cessna T-41D Mescalero
- Cessna U206H Stationair
- MBB Bo 105
- Lockheed F-80C1/10 Shooting Star - 18 esemplari (1958-1972)[11]
- Lockheed AT-33A1 Shooting Star - 13 esemplari (1956-1997)[11]
- Bell UH-1B Iroquois - 6 esemplari (1975-1995)[40]
- North American F-51D Mustang - 25 esemplari (1951-1980)[11]